# Achorotile longicornis
Achorotile longicornis är en insektsart som först beskrevs av Sahlberg 1871.  Achorotile longicornis ingår i släktet Achorotile och familjen sporrstritar. Enligt den finländska rödlistan är arten starkt hotad i Finland. Enligt den svenska rödlistan är arten otillräckligt studerad i Sverige. Arten förekommer i Nedre Norrland och Övre Norrland. Artens livsmiljö är åsmoskogar. Inga underarter finns listade i Catalogue of Life.